# 蘿倫·吉布梅耶爾
蘿倫·吉布梅耶爾（英語：Lauren Gibbemeyer，1988年9月8日—），是一名美國女子排球運動員，位置為中間手。現時效力於土耳其球隊伊薩奇巴希女排俱樂部。
在2011年開始成為美國國家女子排球隊一員。吉布梅耶爾代表美國分別在2018年女排國家聯賽和2016年世界女排大獎賽奪得金牌。